# أمبارو نوغويرا
أمبارو نوغويرا (بالإسبانية: Amparo Noguera)‏ هي ممثلة تشيلية، ولدت في 6 مارس 1965 بسانتياغو في تشيلي.

## أعمال

### أفلام
- (2012) لا[2]
- (2017) امرأة رائعة

## وصلات خارجية
- أمبارو نوغويرا على موقع IMDb (الإنجليزية)
- أمبارو نوغويرا على موقع ألو سيني (الفرنسية)
- أمبارو نوغويرا على موقع أول موفي (الإنجليزية)
- أمبارو نوغويرا على موقع قاعدة بيانات الأفلام السويدية (السويدية)
- أمبارو نوغويرا على موقع قاعدة بيانات الفيلم (الإنجليزية)
- أمبارو نوغويرا على موقع كينوبويسك (الروسية)